# Sputnik 2
Sputnik 2 (em russo: Спутник-2) foi a segunda missão do Programa Sputnik, lançada ao espaço do Cosmódromo de Baikonur em 3 de novembro de 1957 pela URSS sendo o primeiro lançamento a carregar um animal vivo, uma cadela soviética chamado Laika.
Laika morreu na quarta órbita devido ao superaquecimento causado por um mau funcionamento do ar condicionado.
Lançado pela União Soviética, o Sputnik 2 era uma cápsula em forma de cone de 4 metros de altura (13 pés) com um diâmetro de base de 2 metros (6,6 pés) que pesava cerca de 500 kg (1 100 lb), embora não tenha sido projetado para separado do núcleo do foguete que o colocou em órbita, elevando a massa total em órbita para 7,79 toneladas (17 200 lb). Continha vários compartimentos para transmissores de rádio, um sistema de telemetria, uma unidade de programação, um sistema de regeneração e controle de temperatura para a cabine e instrumentos científicos. Uma cabine selada separada continha a cadela Laika.
Dados de engenharia e biológicos foram transmitidos usando o sistema de telemetria Tral D, transmitindo dados para a Terra por um período de 15 minutos durante cada órbita. Dois fotômetros estavam a bordo para medir a radiação solar (emissões ultravioleta e de raios X) e os raios cósmicos. Uma câmera de televisão de 100 linhas forneceu imagens de Laika. O Sputnik 2 foi lançado ao espaço apenas 32 dias após seu predecessor Sputnik 1. Devido ao enorme sucesso do Sputnik 1, Nikita Khrushchev ordenou que Sergej Pawlowitsch Korolev van Berija voltasse a trabalhar criando um Sputnik 2 que precisava estar pronto para o espaço para o 40º aniversário da revolução bolchevique.
O plano para o Sputnik 1 e Sputnik 2 foi iniciado e apresentado por Korolev, e foi aprovado em janeiro de 1957. Naquela época, não estava claro se o principal plano de satélites soviéticos (que acabaria se tornando o Sputnik 3) seria capaz de obter ao espaço por causa dos problemas em andamento com o R-7 ICBM, que seria necessário para lançar um satélite desse tamanho. "Korolev propôs a substituição do satélite IGY por dois 'satélites simples'". A escolha de lançar esses dois em vez de esperar que o Sputnik 3 mais avançado fosse concluído foi em grande parte motivada pelo desejo de lançar um satélite em órbita antes dos EUA.